# Draper (Familienname)
Draper ist ein englischer Familienname.

## Namensträger
- Charles Stark Draper (1901–1987), US-amerikanischer Ingenieur
- Chris Draper (* 1978), britischer Segler
- Christopher Draper (1892–1979), britischer Kampfflieger, Spion und Filmschauspieler
- Courtnee Draper (* 1985), US-amerikanische Schauspielerin
- Daniel Draper (1841–1931), US-amerikanischer Meteorologe
- Dave Draper (1942–2021), US-amerikanischer Bodybuilder und Schauspieler
- Dennis Draper (1875–1951), kanadischer Polizeichef
- Dontaye Draper (* 1984), US-amerikanisch-kroatischer Basketballspieler
- Dorothy Draper (1889–1969), US-amerikanische Innenarchitektin und Wegbereiterin der modernen Innenarchitektur
- Ebenezer Sumner Draper (1858–1914), US-amerikanischer Politiker
- Foy Draper (1913–1943), US-amerikanischer Leichtathlet
- Fred Draper (1925–1999), US-amerikanischer Schauspieler
- Greg Draper (* 1989), neuseeländischer Fußballspieler
- Hal Draper (1914–1990), US-amerikanischer Sozialist
- Henry Draper (1837–1882), US-amerikanischer Physiologe und Astronom
- Herbert James Draper (1863–1920), britischer Maler
- Hugh Draper (16. Jahrhundert), Wirt in Bristol und Gefangener im Tower of London
- Jack Draper (* 2001), britischer Tennisspieler
- James Draper (* 1991), britischer Musikproduzent
- John Draper (Rennfahrer) (1929–2002), britischer Motorradrennfahrer
- John Christopher Draper (1835–1885), US-amerikanischer Chemiker
- John T. Draper (* 1943), US-amerikanischer Hacker und Softwareentwickler
- John William Draper (1811–1882), US-amerikanischer Naturwissenschaftler und Historiker
- Joseph Draper (1794–1834), US-amerikanischer Politiker
- Kris Draper (* 1971), kanadischer Eishockeyspieler
- Lyman Copeland Draper (1815–1891), US-amerikanischer Bibliothekar und Historiker
- Mark Draper (Fußballspieler) (* 1970), englischer Fußballspieler
- Mark Draper (Tennisspieler) (* 1971), australischer Tennisspieler
- Mark Draper (Leichtathlet) (* 1984), britischer Leichtathlet
- Markus Draper (* 1969), deutscher Maler
- Mary Anna Draper (1839–1914), US-amerikanische Mäzenin
- Norman Draper (1931–2022), britischer mathematischer Statistiker
- Paul Draper (1909–1996), US-amerikanischer Tänzer
- Peter Draper (1925–2004), britischer Drehbuchautor und Dramatiker
- Polly Draper (* 1955), US-amerikanische Schauspielerin
- Ray Draper (1940–1982), US-amerikanischer Jazz-Tubist
- Ross Draper (* 1988), englischer Fußballspieler
- Rusty Draper (1923–2003), US-amerikanischer Popmusiker
- Scott Draper (* 1974), australischer Tennis- und Golfspieler
- Warwick Draper (* 1976), australischer Kanute
- Wickliffe Draper (1891–1972), US-amerikanischer Eugeniker
- William Draper (Offizier) (1721–1787), britischer Offizier
- William F. Draper (1842–1910), US-amerikanischer Offizier und Politiker
- William Henry Draper (Politiker, 1801) (1801–1877), kanadischer Politiker
- William Henry Draper (Politiker, 1841) (1841–1921), US-amerikanischer Politiker
- William Henry Draper (Kirchenlieddichter) (1855–1933), britischer Theologe und Kirchenlieddichter
- William Henry Draper junior (1894–1974), US-amerikanischer Politiker, Unternehmer und Diplomat
- Wylie Draper (1969–1993), US-amerikanischer Schauspieler